# Ньютонівський телескоп

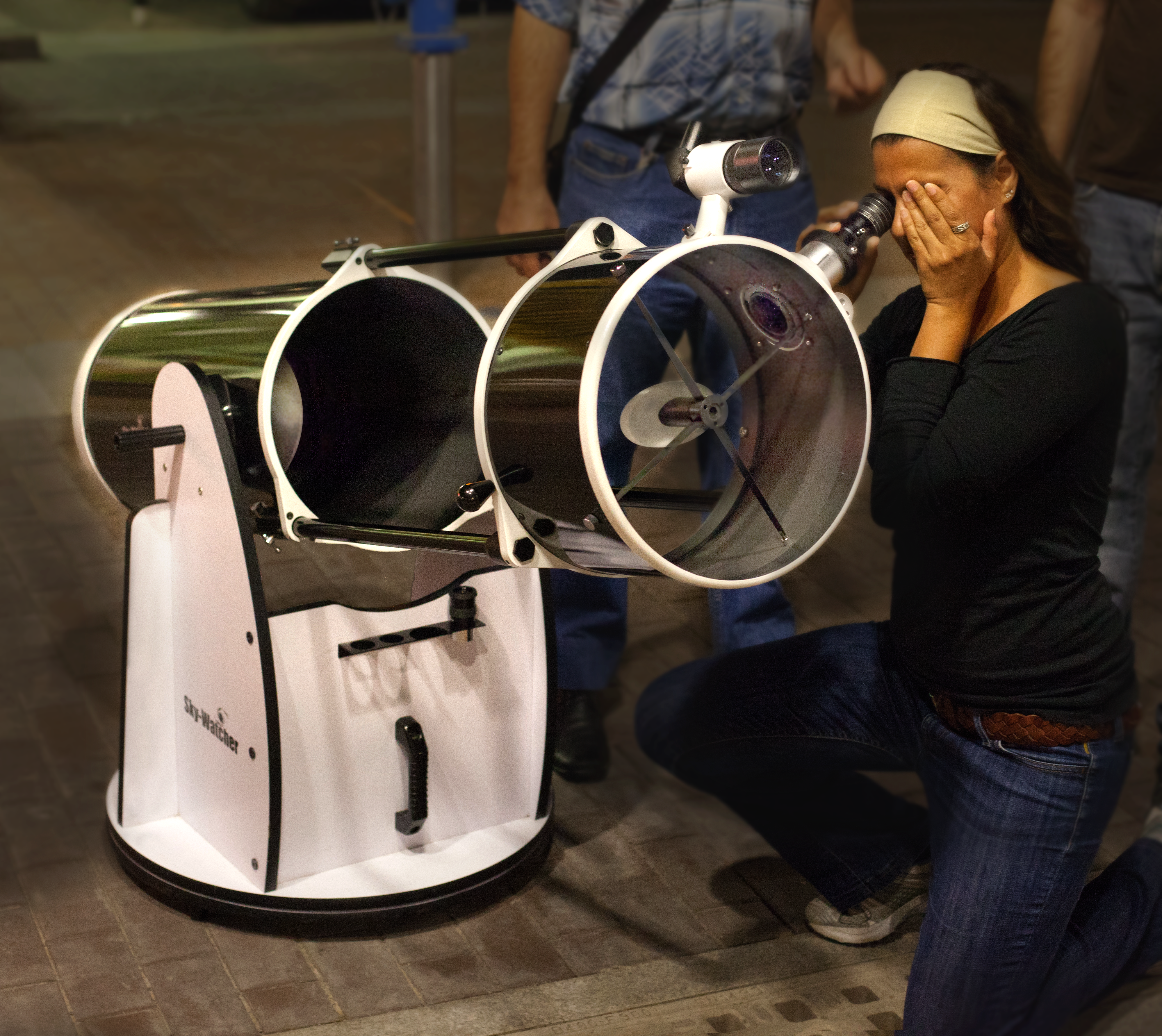
Жінка дивиться через ньютонівський телескоп

Ньютонівський телескоп або ньютонівський рефлектор — це тип телескопа-рефлектора, винайдений англійським вченим Ісааком Ньютоном, який використовує увігнуте головне дзеркало та плоске діагональне вторинне дзеркало. Перший рефлекторний телескоп Ньютона, завершений 1668 року, є найранішим із відомих робочих рефлекторів. Проста конструкція телескопа Ньютона зробила його дуже популярним серед аматорів телескопобудування.

## Опис

Схема ньютонівського телескопа

Ньютонівський телескоп складається з головного дзеркала або об'єктива, зазвичай параболічної форми, і меншого плоского вторинного дзеркала. Основне дзеркало дає отримує світло від неба, тоді як вторинне дзеркало перенаправляє світло під прямим кутом до оптичної осі, щоб його можна було переглядати за допомогою окуляра.

### Переваги ньютонівської схеми
- Ньютонівські телескопи вільні від хроматичної аберації, яка спостерігається в рефракторних телескопах.
- Вони зазвичай дешевші, ніж телескопи порівнянної якості інших типів, для будь-якого заданого діаметра об'єктива (або апертури).
- Оскільки є лише одна поверхня, яку потрібно відшліфувати та відполірувати для отримання складної форми, виготовлення виявляється значно простішим, ніж телескопів інших конструкцій (грегоріанські, кассегренівські та ранні рефрактори мали дві поверхні, які потребують складної обробки. Пізніші ахроматичні об'єктиви рефракторів мали чотири поверхні, які треба обробити).
- Легше отримати більші значення діафрагмового числа, що розширює поле зору.
- Окуляр розташований у верхній частині телескопа. У поєднанні з короткими коефіцієнтами f це може забезпечити набагато компактнішу систему кріплення, зменшивши вартість і додавши мобільності.

### Недоліки ньютонівської схеми

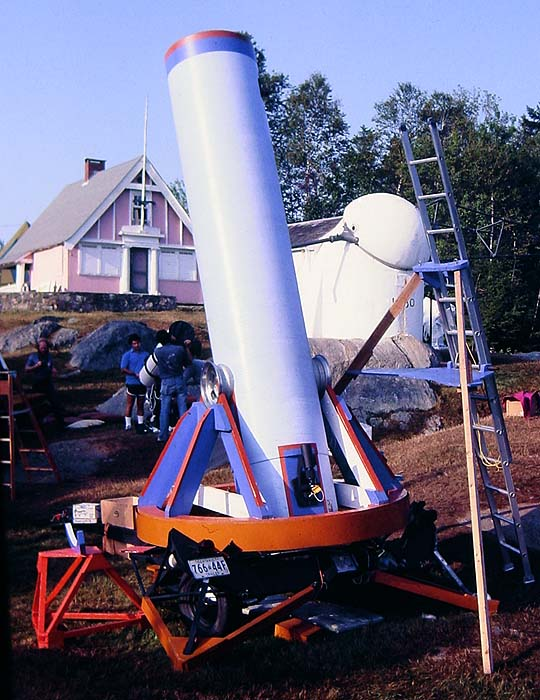
Великий ньютонівський телескоп із драбиною для того, щоб дістатися окуляра

- Ньютонівські телескопи, як і інші телескопи-рефлектори з параболічні дзеркала, страждають від коми, позаосьової аберації, яка спричиняє відблиск зображення всередину та в напрямку до оптичної осі (зірки ближче до краю поля зору набувають кометоподібної форми). Цей відблиск відсутній на осі та лінійно зростає зі збільшенням кута розходження та обернено пропорційний квадрату фокусного відношення дзеркала (відношення фокусної відстані дзеркала до його діаметра). Формула для тангенціальної коми третього порядку — 3θ/16F², де θ — кут між віссю і точкою зображення в радіанах, а F — фокусне відношення. Вважають, що ньютонівські телескопи з фокусним відношенням f/6 або більшим (наприклад, f/5) мають дедалі значнішу кому[3]. Щоб збільшити різкість зображення в полі, головні дзеркала з низьким фокусним відношенням можна поєднувати з лінзами, які коригують кому[4].
- Вторинне дзеркало є центральною перешкодою на шляху світла. Ця перешкода, а також дифракційні промені, спричинені кріпленням вторинного дзеркала (так званим «павуком»), зменшують контрастність. Візуально ці ефекти можна зменшити, застосувавши дво- або трилапий вигнутий павук. Це зменшує інтенсивність бічних пелюсток дифракції приблизно в чотири рази та допомагає покращити контрастність зображення, проте круглі павуки більш схильні до вібрації, спричиненої вітром.
- Проблемою портативних ньютонівських телескопів є колімація[en]. Через поштовхи, пов'язані з транспортуванням та використанням, дзеркала можуть зміститися. Тому може знадобитися повторно вирівнювати (колімувати) телескоп. Інші конструкції, такі як рефрактори та катадіоптрики (зокрема касегрени Максутова), мають фіксовану колімацію.
- Фокальна площина розташована асиметрично та у верхній частині оптичної системи. За візуальних спостережень, особливо на екваторіальних монтуваннях[5], орієнтація труби може поставити окуляр у дуже незручне положення, а для доступу більших телескопів потрібні драбини або опорні конструкції[6]. У деяких конструкціях передбачено механізми для повертання кріплення окуляра або всієї труби в зручніше положення. Для дослідницьких телескопів слід враховувати врівноваження важких інструментів, установлених у цьому фокусі.

## Варіації
Існує кілька варіантів ньютонівського дизайну, в яких до системи додано лінзу й отримано катадіоптричний телескоп. Це робиться для виправлення сферичної аберації або зниження вартості.

### Телескоп Шмідта— Ньютона

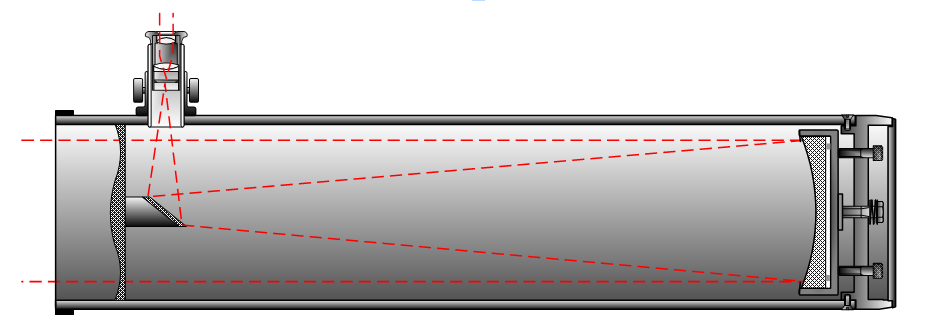
Телескоп Шмідта-Ньютона.

Телескоп Шмідта — Ньютона поєднує ньютонівську оптичну конструкцію з повноапертурною коректорною пластиною Шмідта перед основним дзеркалом, яка не лише коригує сферичну аберацію, але й може підтримувати вторинне дзеркало. Така система має менше ефектів дифракції, спричинених комою та тримачем вторинного дзеркала.

### Телескоп Максутова— Ньютона
Подібно до телескопа Шмідта — Ньютона, до ньютонівської схеми можна додати менісковий коректор телескопа Максутова, що дає мінімальну аберацію в широкому полі зору, з однією чвертю коми подібної стандартної ньютонівської схеми та половину коми схеми Шмідта — Ньютона. Також за допомогою високого фокусного відношення з пропорційно малим діагональним дзеркалом, установленим на коректорі, можна мінімізувати дифракцію.

### Телескоп Джонса— Берда
Ньютонівський телескоп Джонса — Берда (іноді — Берда — Джонса) використовує, замість параболічного, сферичне первинне дзеркало, сферичні аберації якого коригують субапертурною коректорною лінзою, зазвичай встановлюваною всередині труби фокусатора або перед вторинним дзеркалом. Така конструкція зменшує розмір і вартість телескопа завдяки зменшенню загальної довжини труби телескопа (з коректором, що збільшує фокусну відстань у компонуванні типу «телеоб'єктив») у поєднанні з дешевшим сферичним дзеркалом. Відзначено, що комерційно вироблені версії цієї конструкції мають оптичні порушення через складність виготовлення коректора субапертури правильної форми, і орієнтовані на недорогу частину ринку телескопів.

## Історія
Ідея Ньютона про телескоп-рефлекторний не була новою. Галілео Галілей і Джованні Франческо Саґредо обговорювали використання дзеркала як об'єктива для формування зображення незабаром після винаходу рефракційного телескопа, а інші, наприклад, Нікколо Цуккі, стверджували, що експериментували з цією ідеєю ще 1616 року. Можливо, Ньютон навіть читав книгу Джеймса Грегорі «Optica Promota» 1663 року, в якій описувалися конструкції рефлекторних телескопів із використанням параболічних дзеркал (телескоп, який Грегорі безуспішно намагався створити).
Ньютон побудував свій рефлектор, оскільки припускав, що це може підтвердити його теорію про те, що біле світло складається зі спектру кольорів. За часів Ньютона основним недоліком телескопів-рефракторів було спотворення кольору (хроматична аберація), і було багато теорій щодо його причини. У середині 1660-х років, працюючи над теорією кольору, Ньютон дійшов висновку, що причиною цього є те, що лінза телескопа-рефрактора поводиться так само як призми, з якими він експериментував, розкладаючи біле світло навколо яскравих астрономічних об'єктів на веселкові кольори. Якби це було так, то хроматичну аберацію можна було б усунути, побудувавши телескоп, у якому немає лінз — телескоп-рефлектор.

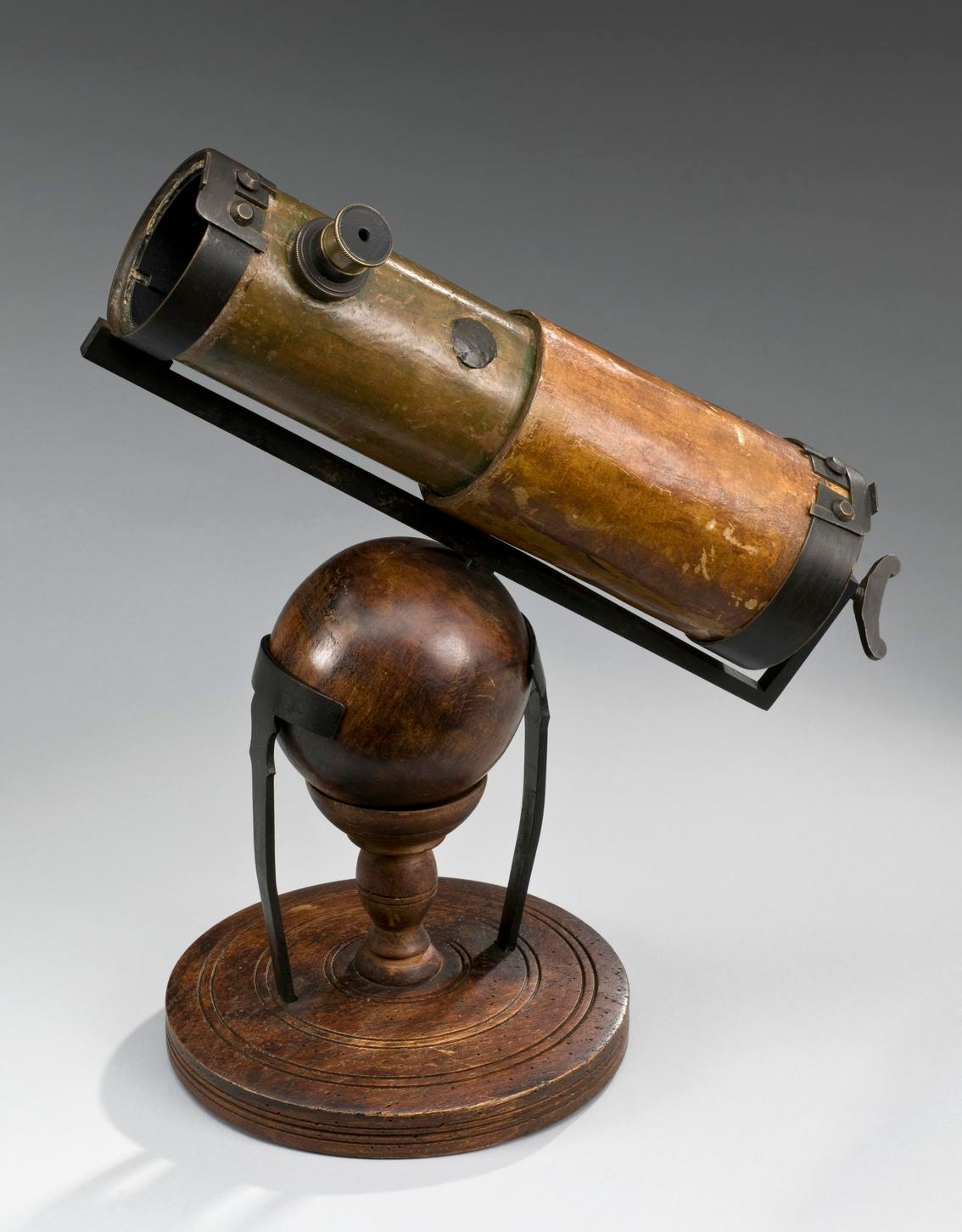
Копія другого телескопа-рефлектора, представленого Ньютоном Королівському товариству 1672 року (перший телескоп, який він виготовив 1668 року, був позичений виробнику інструментів, але немає жодних записів про те, що з ним сталося)

Наприкінці 1668 року Ісаак Ньютон побудував свій телескоп-рефлектор. Матеріалом для дзеркального об'єктива він вибрав сплав олова та міді (спекулум). Пізніше він розробив засоби для формування та шліфування дзеркала і, можливо, був першим, хто використав накладку (англ. pitch lap) для полірування оптичної поверхні. Щоб спростити виготовлення, форма дзеркала була сферичною, а не параболічною; попри наявність сферичної аберації, це виправило хроматичну аберацію. Він також додав до рефлектора характерне для ньютонівського телескопа вторинне дзеркало, встановлене діагонально біля фокуса основного дзеркала, щоб відбивати зображення під кутом 90° в окуляр, розташований збоку від телескопа. Це унікальне доповнення дозволяло переглядати зображення з мінімальними перешкодами перед дзеркалом об'єктива. Також Ньютон виготовив трубу, монтування та фітинги. Перший Ньютонів телескоп мав головне дзеркало діаметром 1,3 дюйма (33 мм) і фокусне відношення f/5. Він виявив, що телескоп не спотворює кольорів і що за допомогою нього можна побачити чотири галілеєві супутники Юпітера та фазу півмісяця Венери. Наприкінці 1671 року друг Ньютона Ісаак Барроу показав другий телескоп невеликій групі з Лондонського королівського товариства. Вражені, в січні 1672 року вони продемонстрували його Карлу II. Того ж року Ньютона прийнято членом товариства.
Як і Грегорі до нього, Ньютону було важко побудувати ефективний відбивач. Було складно відшліфувати метал дзеркала до правильної кривини. Поверхня швидко тьмяніла, що знижувало відбивну здатність дзеркала, а це, разом із малим його розміром, робило телескоп дуже тьмяним, порівняно зі сучасними рефракторами. Через ці труднощі ньютонівський рефлектор спочатку не набув поширення. 1721 року Джон Гедлі продемонстрував Королівському товариству значно вдосконалену модель. Він вирішив багато проблем створення параболічного дзеркала. Його ньютонівський телескоп із діаметром дзеркала 6 дюймів (150 мм) справляв гарне враження у порівнянні з великими телескопами-рефракторами того часу.